# Jordan Cohen
Jordan Cohen (nacido en Tarzana el 31 de julio de 1997) es un jugador de baloncesto profesional que posee tanto la nacionalidad estadounidense como la nacionalidad israelí que actualmente se encuentra sin equipo. Con 1,88 metros de altura, ocupa la posición de Base.

## Trayectoria deportiva
Jordan Cohen es natural de California formado en la Campbell Hall School de la misma ciudad, antes de ingresar en 2016 en la Universidad de Hawái en Mānoa para formar parte durante cuatro temporadas de los Lehigh Mountain Hawks. 
En 2017, Cohen compitió en los Juegos macabeos, un evento multideportivo judío e israelí celebrado en Israel. Ayudó a guiar al equipo de baloncesto masculino de EE. UU. a una medalla de oro, con un promedio de 6.2 puntos como el jugador más joven del equipo.
Tras no ser drafteado en 2020, el 27 de agosto de 2020, llega a Europa para jugar en las filas del Maccabi Haifa B.C. de la Ligat ha'Al por una temporada.